# Andrena pesenkoi
Andrena pesenkoi är en biart som beskrevs av Osytshnjuk 1984. Andrena pesenkoi ingår i släktet sandbin, och familjen grävbin. Inga underarter finns listade i Catalogue of Life.